# 창촌항
창촌항은 경상남도 거제시 사등면 창호리, 가조도 섬에 있는 어항이다. 2003년 2월 3일 어촌정주어항으로 지정하여 관리하고 있다. 시설관리자는 거제시장이다.

## 어항 연혁
- 창존마을은 가조도의 서남쪽에 위치하며 옛날 가조도 목장이 있을 때에 창고가 있던 곳으로 창존이라 하였다.

## 어항 구역
- 수역: 미지정(거제시 사등면 창호리 1422-2번지 수역)
- 육역: 미지정

## 어항 시설
- 물양장, 방파제, 선착장

## 주요 어종
- 미더덕, 홍합, 도다리, 노래미, 멸치